# Pervitin

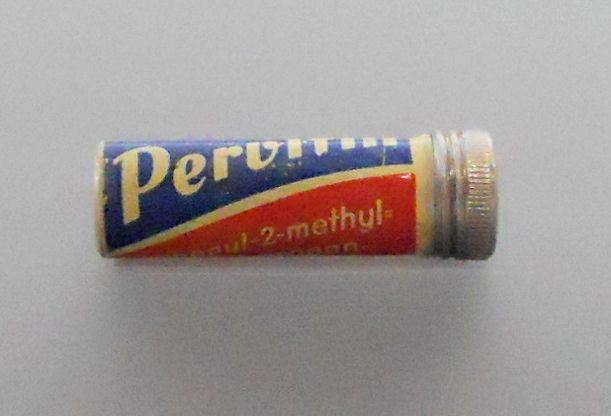
Una confezione di pillole Pervitin (modellata sul design della Pepsi-Cola)

Il Pervitin è un farmaco contenente metanfetamina cloridrato, un derivato dall'efedrina appartenente alla categoria delle anfetamine, che fu brevettato il 31 ottobre 1937 e prodotto a partire dal 1938 nella Germania nazista dal gruppo farmaceutico Temmler.

## Nascita
Il Pervitin venne creato dal medico Fritz Hauschild dopo aver osservato le prestazioni degli atleti statunitensi alle Olimpiadi del 1936 (svolte a Berlino) che li videro vincitori di gran parte delle medaglie grazie all'uso della benzedrina (all'epoca molecola legale per le competizioni).

## Effetti

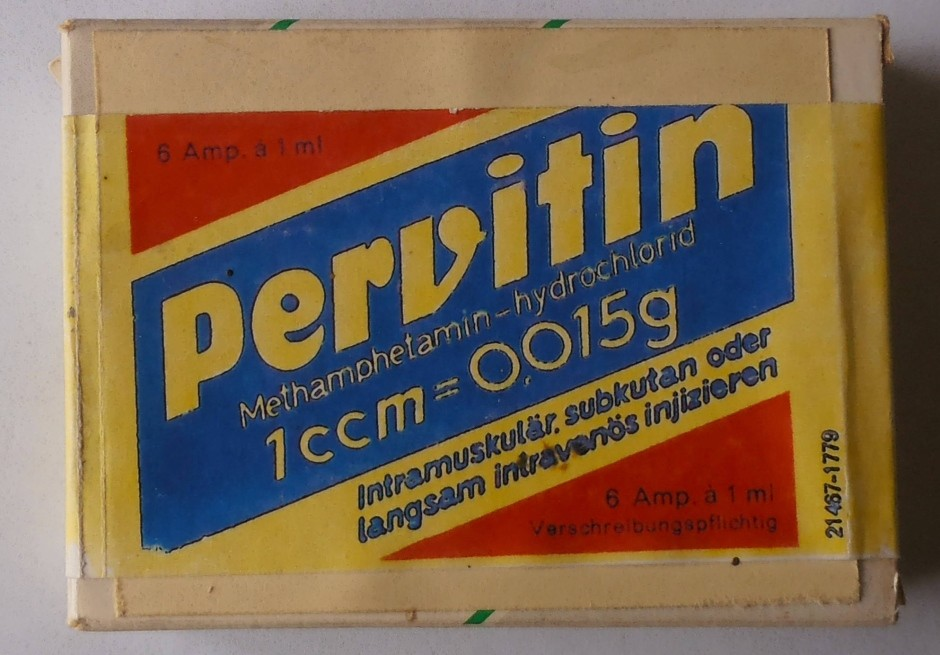
Confezione contenente 6 fiale di Pervitin

Nella maggior parte delle persone, la sostanza aumentava la fiducia in sé stessi, la concentrazione e la disponibilità a correre rischi, riducendo allo stesso tempo la sensibilità al dolore, alla fame e al bisogno di dormire. Gli effetti, accostabili a qualunque anfetamina, sono:
- soppressione dell'appetito
- insonnia
- iperattività
- percezione alterata

### Effetti collaterali
- dipendenza
- depressione
- ansia
- perdita delle capacità cognitive
- aritmia cardiaca

## Utilizzi

### Uso comune
La Temmler, casa produttrice del Pervitin, decise di affidarsi all'agenzia pubblicitaria Mathes&Sohn per il lancio del prodotto. Esso inizialmente era sponsorizzato presso i medici di famiglia (a cui la Temmler faceva arrivare dei campioni omaggio) ma ebbe una diffusione così vasta e capillare che venne diffuso e distribuito su ampia scala insieme ad altri prodotti di uso alimentare come la cioccolata.

L'uso del Pervitin divenne così comune e quotidiano che la richiesta della sostanza divenne molto alta, al pari dei beni di prima necessità:
(Heinrich Böll, 1940)

#### Diffusione
Nella sua massima diffusione l'utilizzo del Pervitin contava milioni di consumatori (sebbene l'effettiva ampiezza del fenomeno sia ancora in fase di discussione).

### Uso militare
Tra il 1939 e il 1945 circa duecento milioni di dosi di Pervitin vennero distribuite ai soldati tedeschi.
Fin dalle prime fasi della seconda guerra mondiale il Pervitin veniva somministrato ai soldati della Wehrmacht e nel 1939, ai tempi dell'invasione della Polonia, era distribuito quotidianamente insieme al cibo.
Il capo degli psicologi dell'esercito la considerava "una sostanza di grande valore militare" e aveva convinto i generali del Reich dell'utilità della sostanza sul campo di battaglia che permetteva di marciare ininterrottamente e donava la capacità di combattere senza sosta, di giorno e di notte, senza aver bisogno di dormire. Grazie al suo parere, l'anno successivo, nel 1940, lo stimolante diventò di uso corrente nell'invasione del Belgio e durante la campagna di Francia (l'avanzata nelle Ardenne fu estenuante e durò tre giorni).
(Norman Ohler, autore del libro Tossici. L'arma segreta del Reich. La droga nella Germania nazista, 10 settembre 2015)
I dottori militari, oltre a somministrare il Pervitin al naturale, mischiavano la metanfetamina alla cioccolata creando delle barrette chiamate "cioccolata dell'aviatore", che venivano date ai piloti aerei. Esisteva anche la versione per i carristi chiamata "panzer cioccolata".
Nel 1944 si verificò il primo caso documentato di overdose da metanfetamina in ambito militare, quando il soldato finlandese Aimo Koivunen per errore ingerì 30 pasticche di Pervitin contemporaneamente, e gli effetti collaterali poterono essere studiati dai medici dell'ospedale dove fu ricoverato dopo essere stato ritrovato in fin di vita nelle foreste della Lapponia.
Di particolare rilevanza il fatto che l'ammiraglio Hellmuth Heye nel marzo 1944 richiese, in sostituzione al Pervitin, un farmaco che potesse fornire ancora maggior forza e autostima alle sue truppe. Il chimico Wolf Kemper e un gruppo di altri ricercatori furono incaricati di sviluppare tale farmaco, e più tardi nel corso dell'anno svilupparono un farmaco denominato D-IX, ogni compressa conteneva: 5 mg di ossicodone (oppiaceo della famiglia dell'eroina), 5 mg di cocaina, e 3 mg di Pervitin. Test condotti sui detenuti del campo di concentramento di Sachsenhausen verificarono che, sotto l'uso di tale droga, una persona poteva marciare fino a 90 chilometri senza riposo, portando con sé uno zaino di 20 chilogrammi. Tuttavia i tedeschi persero la guerra prima di poter produrre in massa il farmaco, che venne somministrato solamente ad alcuni piloti di sottomarino.
Si ritiene che lo stesso Adolf Hitler, fino al suo suicidio, avvenuto poco prima della fine della guerra, fosse dipendente dai farmaci che il suo medico personale, il dottor Theodor Morell continuò, per lungo tempo, a prescrivergli, inizialmente per curare le sue condizioni mediche croniche. Secondo Norman Ohler nel suo libro del 2016 Tossici, L'arma segreta del Reich, quando le scorte di droga di Hitler si esaurirono, alla fine della guerra, il Führer soffriva di grave astinenza da serotonina e dopamina, di paranoia, psicosi, allucinazioni, tremori e insufficienza renale.

## Dopo la seconda guerra mondiale
Dopo la guerra, il Pervitin è rimasto facilmente accessibile, sia sul mercato nero sia come farmaco da prescrizione. I medici lo prescrivevano ai pazienti come soppressore dell'appetito o lo prescrivevano per migliorare l'umore dei pazienti che soffrivano di depressione. 
Nel campionato mondiale di calcio 1954 ci furono dei dubbi che la squadra della Germania Ovest facesse uso della sostanza.
Hermann Buhl nel 1953 partecipò alla spedizione austro-germanica al Nanga Parbat (8 125 m, Himalaya), effettuandone la prima ascesa assoluta, senza ossigeno e da solo a partire dall'ultimo campo; durante l'ultima parte della salita fece uso del Pervitin, che aveva portato con sé in caso di emergenza.
Il farmaco fu ritirato dalle forniture mediche della Repubblica Democratica Tedesca e dalla Germania Occidentale rispettivamente negli anni settanta e ottanta e, dopo la riunificazione tedesca, fu considerato illegale in tutto il Paese. Oggi, con una nuova formulazione, la metanfetamina è diventata popolare negli Stati Uniti e in Europa, nonostante gli sforzi di eradicazione.